# Chloropseustes aurantiaca
Chloropseustes aurantiaca är en insektsart som först beskrevs av Marius Descamps 1977.  Chloropseustes aurantiaca ingår i släktet Chloropseustes och familjen gräshoppor. Inga underarter finns listade i Catalogue of Life.